# スカリッツの戦い
スカリッツの戦い（独: Schlacht bei Skalitz）は、普墺戦争中の1866年6月28日に生起した、プロイセン王国とオーストリア＝ハンガリー帝国の戦闘である。
プロイセン陸軍の進軍計画では、王太子フリードリヒ・ヴィルヘルムの第2軍が、プロイセン王子フリードリヒ・カール大将やヘルヴァルト・フォン・ビッテンフェルト大将率いる別の軍団と合流するため、リーゼンゲビルゲ山地を通りボヘミアへ進攻する予定であった。この第2軍の左翼は、シュタインメッツ大将の第5軍団とムーティウス大将指揮下の第6軍団が構成していた。
シュタインメッツ大将は前日、ナーホトの戦いでラミンク・フォン・リートキルヒェン男爵中将率いるオーストリア＝ハンガリー帝国第6軍団を打ち破り、ヴィソコフの高地を制圧している。

## オーストリア＝ハンガリー帝国軍の状況
オーストリア側の司令官ベネデック大将は指揮下の北軍（Nordarmee）とともに西進し、ザクセンから進軍するプロイセン軍を、王太子軍と合流を果たす前に撃破する計画を立てた。この目標を達成するため、オーストリア大公レオポルト中将率いる第8軍団が、プロイセン軍の進撃を阻止する手はずであった。このため1866年6月28日の午前10時30分頃、ベネデック大将は参謀長のギデオン・フォン・クリスマニク少将を伴い、スカリッツに到着する。
ラミンク中将はベネデック大将との協議で、自身の指揮下にある投入可能な部隊をもって第8軍団を強化し、北上するタスィロー・フェステティクス・デ・トルナ中将の第2軍団とともにこの地でプロイセン軍を撃破するよう進言した。地形は防御に有利であり、オーストリア軍砲兵はヴィソコフ高地までの低地をほぼ全域にわたって射程に収めていたからである。ベネデック大将も当初はこの計画に賛意を示していたが、11時頃にレオポルト大公の許へ向かう。ここでベネデックは参謀長と協議した後、提案された進軍を却下してラミンクに西進し、スカリッツを離れるよう命じる。
その理由は、以降の作戦に向かう時間の浪費であった。さらに、アウパ川の渡河に利用できる唯一の橋を通り、各部隊を充分迅速に配置へ就けるのも困難だったのである。オーストリア軍がスカリッツからヴィソコフの間にある、幅6キロほどの低地を通って攻撃をしかけたとしても、成功の見込みはなかった。またベネデック大将は、前日の激戦を経たシュタインメッツ大将が攻撃してくることはないと推測した。そのため彼は、この地で戦うことを望まず第8軍団に撤退を命じる。午後2時までに重大な戦闘が生起しなければ、レオポルト大公もスカリッツから撤収してイチーン（Jicin）方面へ向かうこととされた。居合わせた士官が、その前に戦闘が発生した場合はどうするべきか問うと、ベネデック大将は「貴官が口を挟むことがあるのか？（Was haben Sie d´rein zu reden?）」と応じている。一方、プロイセン軍の歩兵は午前6時にはヴィソコフの道の両側に展開し、10時頃から双方の砲兵が射撃を応酬していた。
正午の頃、プロイセン軍第9師団の先鋒が前進し砲撃が激化してもなお、ベネデック大将はシュタインメッツ大将が虚勢を張っているものと見て、レオポルト大公をヨーゼフシュタットへ昼食に招きさえしたが、大公は断っている。

## プロイセン軍の状況
シュタインメッツ大将はヴィソコフ高地に陣取っていたが、ムーティウス大将の来援はなかなか進まなかった。彼は総勢3個軍団と対峙していることを知っていたため、スカリッツ方面へは少し（6個大隊）しか部隊を送らず、主力とともにヴィソコフ高地に留まっていたのである。軍から指定された目的地はスカリッツ後方の村落、グラトリツェ（Gradlice）であった。ムーティウス大将はナーホトからの来援になお1日を要し、近衛軍団はトラウテナウへ向かい、北方へ展開しなくてはならなかったので援軍を送れなかった。トラウテナウの戦いにおけるプロイセン軍敗北の影響は、ここにも及んでいたのである。シュタインメッツ大将は午前10時頃まで近衛軍団からの連絡を待っていたが、同軍団からの支援が受けられない旨を通達された。偵察の結果、自身のいる左翼は喫緊の脅威に晒されていないことが判明したが、オーストリア第4軍団はすぐにも進軍を始めかねなかった。
シュタインメッツ大将は彼と年齢、姿勢および外見が似ている解放戦争後期のブリュッヒャー元帥と、しばしば比較される。ブリュッヒャー元帥と同様、シュタインメッツ大将も大いに精力的で、攻撃の機会を求め、危険を恐れない人物であった。彼はベネデック大将が最悪の場合、自身を撃退してムーティウス大将の来援を強いるか、近衛軍団の方へ後退させてしまうだろうと推測する 。そのためシュタインメッツ大将は、兵に攻撃を命じた。

## スカリッツの戦い

### プロイセン軍の進撃
シュタインメッツ大将は第9師団所属の1個旅団にオーストリア軍左翼を攻撃し、ドゥブノ（Dubno）の森まで前進するよう命じる。同時に第10師団の1個旅団がオーストリア軍の中央を突くこととなった。この時点でオーストリア軍は、その攻撃に対応して応援を送ることがほぼできなかった。スカリッツでは撤収する部隊が完全に渋滞を起こしており、ほとんど通行できなくなっていたからである。11時頃、第9師団はオーストリア軍左翼まで3キロの距離に迫り、そこでフラークナーン旅団と対峙した。同旅団の砲兵はプロイセン軍を火網に捉えたが、榴弾が柔軟な地面に当たって爆発しなかったため、ほぼ効果を上げられなかった。プロイセン軍はドゥブノの森を占領し、同地を守備していたオーストリア軍1個大隊を駆逐する。また逃亡するオーストリア軍を森の縁まで追撃し、砲火に晒し続けた。同大隊のうち、友軍陣地までの1400メートルを駆け抜けられたのはおよそ半数のみである。

### フラークナーン旅団の攻撃
フラークナーン少将はその旅団をもってアウパ川前面の上り坂を保持し、オーストリア軍の左翼を構成していた。彼はレオポルト大公から命令を受けておらず、独自の攻撃計画が計画されたものと推測した。その理由はベネデック大将およびラミンク中将の軍団の存在と、友軍中央に向けて激化する砲撃である。また彼は、プロイセン軍が間もなくドゥブノの森を抜け、ツリク村（Ort Zlic）まで前進し、自身の部隊を迂回して側面攻撃に移る事態を想定せねばならなかった。	
そのため12時30分頃、フラークナーン少将は指揮下の旅団にドゥブノの森への攻撃を命令する。この攻撃は楽隊と、同じく坂の上の陣地を放棄した砲兵部隊を伴った。その後の1時間に、6000名の兵のうち3000名が死傷するか捕虜になる。第一波は早くも最初の斉射で倒され、この時に参加した士官のほとんどは捕えられた。ポーランドおよびウクライナ出身の兵から構成される、第15連隊を伴う第二波は一種の恍惚状態の下で前進し、第一波を追い越しさえした。この二波の攻撃に対し、プロイセン軍は400メートルの距離から速射をもって応じる。それでも第15連隊の一部は森の外縁に地歩を占めることができたが、それ以上の前進は不可能であった。戦死者には、フラークナーン少将自身の他に複数の連隊長が含まれている。この戦いで、プロイセン軍は6門の大砲を鹵獲した。
第一波に参加したオーストリア軍の生存者は戦場から逃亡して、右翼のシュルツ旅団に制止されるまで駆け続けた。シュルツ少将はこのため、兵に銃剣を装着させ、それを逃亡する友軍に向けねばならなかったのである。

### クライサーン旅団の攻撃
クライサーン大佐は、フラークナーン旅団が消耗していく様子を観察できる場所にいた。残余の兵を救うため、彼は命令なしで指揮下の5個大隊を攻撃に向ける。目標は森の南西の隅であった。フラークナーン少将と同様、大佐もレオポルト大公から命令を受け取っておらず、計画された軍団の撤退を知らなかった。攻撃は彼自身が指揮したが、間もなく戦死した。
クライサーン大佐の陣地からドゥブノの森までは堤防の上を鉄道が走っており、これは東に折れていた。この堤防は前進するオーストリア軍のため、理想的な掩護を提供していたものの、プロイセン軍が彼らに先んじる。プロイセン軍の1個擲弾兵連隊が、第9師団の側面を援護するためにこの堤防を占領していたのである。ここでプロイセン軍はオーストリア軍中央からの激しい砲火に晒されていたが、それでもクライサーン大佐の各大隊を側面から銃撃できた。オーストリア軍はそれに対し、重厚な半個大隊で前進するが第一波は撃退された。第二波は甚大な被害を被りつつも堤防に到達するが、プロイセン軍もまた中央に増援を送る。第10師団の1個旅団はオーストリア軍を攻撃するべく、堤防に沿って前進した。この時、双方は大きな被害を出している。特にプロイセン軍はスカリッツの東端に配置され、近距離から砲撃してきたオーストリア軍砲兵によって多大な流血を強いられた。プロイセン軍の砲兵も前進し、クレニー（Kleny）の森の外縁部に展開して応射している。
レオポルト大公は、戦闘を中断させようと司令部の士官を鉄道の方へ派遣した。この時、退却するオーストリア軍はプロイセン軍の2個大隊に追われていた。プロイセン兵は走っている間も装填と射撃が可能で、スカリッツ駅までの前進とオーストリア軍の中央陣地の占領に成功した。正午から午後1時にかけての1時間でレオポルト大公は2個旅団を失い、シュルツ旅団もプロイセン軍に側面を晒すこととなったのである。

### さらなる戦闘
ベネデック大将は、正午に第8軍団の撤退を命じた。しかし、同命令がシュルツ少将に届いたのはその1時間後で、駅を占領したプロイセン軍に対する反撃を準備している時であった。シュルツ旅団はプロイセン軍を撃退するべく、駅の上手と右側に展開する。当初、兵は撤退命令に従おうとしなかった。彼らは朝の6時から配置に就き、戦友が2度の攻撃で消耗していく様子を見ていなければならなかったのである。撤退の実行を命じられるたび、彼らは「万歳」の叫びをもって答えた。11時45分、オーストリア側の全ての旅団に通常の倍のワインが配給される。彼らはすでに何日も定期的な補給を受けていなかったので、この酒には著しい効果があった。ドゥブノの森に残った第15連隊の最後の400名は、さらなる攻撃を敢行したほどである。彼らはプロイセン側のフュズィリーアを追撃し、上官の制止さえ振り切った。これらの兵のほとんどは命を落とすか捕虜となり、第15連隊は完全に殲滅された。

### プロイセン軍によるスカリッツの攻略
オーストリア軍による統制に欠けた攻撃の後、シュタインメッツ大将の第10師団は中央陣地の占領に成功した。また指揮下の第9師団はレオポルト大公の左翼を包囲し、アウパ川前面の高地を占領し、その2個連隊は唯一の橋に向かって前進していた。オーストリア軍の残存兵力では、陣地の保持が不可能となる。ラミンク中将の部隊は離れ過ぎており、トゥーン・ウント・ホーエンシュタイン伯カール中将率いる第2軍団も約20キロの遠方にあった。シュタインメッツ大将が自ら第47連隊を指揮して駅を攻撃し、現地に踏み込んだのは午後2時頃である。オーストリア軍後衛は、アウパ川の後方に控えた第8軍団に属する予備砲兵部隊の支援を受け、フラークナーン旅団およびクライサーン旅団の残存兵力が離脱するまで、辛うじて退路を守り切った。14時15分、レオポルト大公は全部隊の退却を命じる。これは急速に、恐慌的な逃走につながった。スカリッツの道路は荷車、大砲と兵士で完全に埋まる。兵の多くはプロイセン軍から逃れようとアウパ川を泳ぎ切り、他の者は燃えている家屋に隠れた。午後3時までにプロイセン軍は約3000名のオーストリア兵を捕えたが、そのうち1287名は無傷であった。川を越えた追撃は行われていない。

### オーストリア軍の敗走
パニックと無秩序に陥ったオーストリア軍は、整然と撤収していた友軍の第6軍団を追い越し、同軍団は逃亡する彼らに道を開けねばならないほどであった。オーストリア軍は将官1名を含む士官205名と、下士官兵5372を戦死、負傷もしくは捕縛により失う。対するプロイセン軍の損害は、士官62名と下士官兵1305名であった.。

## スカリッツの雷鳴
戦後、ベネデック大将はヨーゼフシュタットに向かう途上で夏の激しい雨に遭い、戦場の音が聞こえなかったので、この戦いについて何も聞き及んでいなかったと釈明した。これに対してラミンク中将は、ベネデック大将がスカリッツから3キロ西方のトレビゾフ（Trebisov）で午後1時半頃に自身と話し合っていた時、明確に戦闘騒音を聞くことが出来たと反論する。ここでラミンクは、目前で戦闘が「激しく進行中」であるためイチーン方面への進軍命令に抗議し、第8軍団を支援する許可を願い出ていたのである。しかし「ここで戦うより重大で優先的な理由」があるとされ、ベネデック大将に却下されている。
またベネデック大将もヨーゼフシュタットへ同行した士官に、プロイセン軍が再び来襲するであろうことを認めていた。

## 戦いの影響
スカリッツの戦いは戦略的な影響を及ぼした。ベネデック大将はヨーゼフシュタットに戻ると午後2時頃にはまだ、北軍がイチーンへ行軍中であることを確認している。そしてガブレンツが孤立し、スカリッツが失われた事実を知ったのは晩になってからであった。これを受けて、彼は1866年6月17日から進行中であったイチーンへの行軍を中断し、王太子軍に対抗するよう命令を下す。この作戦行動は、全部隊に停止と再配置を要求した。それには少なくとも、1日が必要であった。一軍のこのような方向転換は、最も困難で混乱を伴うものとされる。1866年6月28日の午後9時半、ベネデック大将はケーニヒスホーフに中心的な陣営を置くよう命じる。しかし、この命令が各指揮官に伝わったのは翌日の午前8時頃であった。ベネデック大将の司令部付の士官は戦後、彼自身も1866年6月29日の朝にこの命令を受けたと釈明している。
この進路変更の結果、ギッチンの戦いでオーストリア＝ザクセン連合軍は予定通りの増援を受けられず、無駄に陣地を守って甚大な被害を被っている。
またプロイセン軍はオーストリア軍との接触を失い、ケーニヒグレーツの戦いまで再発見できなかった。

## 同時代の資料
（ドイツ語版の記事に挙げられていたもので、翻訳者が項目の作成にあたり、閲覧したものではありません）
- Wilhelm Rüstrow, Der Krieg von 1866 in Deutschland und Italien Google Booksで利用可能。
- Österreichs Kämpfe im Jahre 1866 Vom K.und K. Generalstab. Bureau für Kriegsgeschichte Google Booksで利用可能。
- Der Feldzug von 1866 in Deutschland, Kriegsgeschichtliche Abteilung des großen Generalstabes Google Booksで利用可能。
- Mikhail Dragomirov, Abriss des österreichisch-preussischen Krieges im Jahre 1866, P. 174 ff. Google Booksで利用可能。